# 子会社
子会社（こがいしゃ、英：subsidiary）とは、財務および営業または事業の方針を決定する機関（株主総会その他）を他の会社（親会社）によって支配されている会社である。ただし、「親会社」や「子会社」の定義は国により異なり、制定法上の定義の目的についても必ずしも親会社の株主保護や子会社の少数株主・債権者保護という目的で定義づけが図られているわけではない。

## 日本の会社制度における子会社

### 定義
2019年7月現在、子会社かどうかは形式基準ではなく実質基準で判断される。
親会社とは、他の企業の財務及び営業又は事業の方針を決定する機関（株主総会その他これに準ずる機関をいう。以下「意思決定機関」という。）を支配している企業である。
そして「子会社」とは、当該他の企業をいう。つまり他の企業によって、意思決定機関を支配されている企業である。これは支配力基準と呼ばれる。
「他の企業の意思決定機関を支配している企業」とは、次の企業をいう。
- (1) 他の企業（更生会社、破産会社その他これらに準ずる企業であって、かつ、有効な支配従属関係が存在しないと認められる企業を除く。下記 (2) 及び (3) においても同じ。）の議決権の過半数を自己の計算において所有している企業
- (2) 他の企業の議決権の 100 分の40 以上、100 分の50 以下を自己の計算において所有している企業であって、かつ、次のいずれかの要件に該当する企業
  - [1] 自己の計算において所有している議決権と、自己と出資、人事、資金、技術、取引等において緊密な関係があることにより自己の意思と同一の内容の議決権を行使すると認められる者及び自己の意思と同一の内容の議決権を行使することに同意している者が所有している議決権とを合わせて、他の企業の議決権の過半数を占めていること
  - [2] 役員若しくは使用人である者、又はこれらであった者で自己が他の企業の財務及び営業又は事業の方針の決定に関して影響を与えることができる者が、当該他の企業の取締役会その他これに準ずる機関の構成員の過半数を占めていること
  - [3] 他の企業の重要な財務及び営業又は事業の方針の決定を支配する契約等が存在すること
  - [4] 他の企業の資金調達額（貸借対照表の負債の部に計上されているもの）の総額の過半について融資（債務の保証及び担保の提供を含む。以下同じ。）を行っていること（自己と出資、人事、資金、技術、取引等において緊密な関係のある者が行う融資の額を合わせて資金調達額の総額の過半となる場合を含む。）
  - [5] その他他の企業の意思決定機関を支配していることが推測される事実が存在すること
- (3) 自己の計算において所有している議決権（当該議決権を所有していない場合を含む。）と、自己と出資、人事、資金、技術、取引等において緊密な関係があることにより自己の意思と同一の内容の議決権を行使すると認められる者及び自己の意思と同一の内容の議決権を行使することに同意している者が所有している議決権とを合わせて、他の企業の議決権の過半数を占めている企業であって、かつ、上記 (2) の [2] から [5] までのいずれかの要件に該当する企業

ただし、財務上又は営業上若しくは事業上の関係からみて他の企業の意思決定機関を支配していないことが明らかであると認められる企業は、この限りでない。
なお、親会社及び子会社又は子会社が、他の企業の意思決定機関を支配している場合における当該他の企業（いわゆる孫会社）も、その親会社の子会社とみなす。また上記において「企業」とは、会社及び会社に準ずる事業体をいい、会社、組合その他これらに準ずる事業体（外国におけるこれらに相当するものを含む。）を指す。
子会社は大きく、完全子会社（親会社による100％出資）かそうでない子会社かに分類される。証券取引所に対する上場の可否の観点では、少数特定者持株比率（上位10位までの持ち株比率の合計）が一つの上場条件となっているが、完全子会社でない子会社で、少数特定者持株比率が一定基準以下であればその条件を満たすことができることになる。したがって、いわゆる親子上場も可能となる。一方、完全子会社は定義上、親会社に株式の100%を掌握されているため、先述の上場条件を満たせない。また、他社に完全子会社化された企業の株式は、その時点で上場廃止となる。

### 親子会社関係の規律
会社法において、親子会社について特に適用される主な規定には以下のものがある。
- 子会社の計算で行う利益供与の禁止（120条1項）、利益供与罪（970条）
- 子会社の親会社株式の取得禁止（135条1項）
- 子会社による親会社の株主総会での議決権行使の禁止（308条）
- 監査役の子会社取締役等との兼任禁止（335条2項）
- 親会社の監査役等の子会社調査権（381条3項など）
  - 監査役は、その職務を行うため必要があるときは、監査役設置会社の子会社に対して事業の報告を求め、又はその子会社の業務及び財産の状況の調査をすることができる（381条3項）。
- 親会社の株主等による子会社に対する会計帳簿等閲覧請求権（433条3項）
- 会計監査人設置会社の連結計算書類の作成（444条）

### 子会社の種別
- 連結子会社
- 特定子会社
- 事業子会社
- 特例子会社
- 機能子会社

### 子会社化のメリットとデメリット
子会社は親会社がもともと担当していた事業・業務を移管して生まれるケースが大半だが、この場合の多くでは、実務を子会社に移管することで、親会社となった会社が新規事業への着手や投資等にリソースを割けるようになるというメリットがある。
また、企業グループ全体で収める租税の額についてもメリットを享受できる場合がある。すなわち、法人税率や法人住民税率は、それぞれの会社ごとの利益（法人税法上、正確には「所得」）の額により変わってくる場合があるが、これを子会社化によってうまく活用することで節税のような効果を得られる場合がある。すなわち、たとえば親会社が子会社に、または子会社が親会社になど、グループ会社間で取引を行って金銭を支払うとする。支払った側で損失を、支払われた側で利益を計上することができ、理論上はそれぞれの会社ごとの利益をある程度自由に決められることになるためである。
子会社化によるコンプライアンスのリスク分散などの利点も考えられる。
一方、当然ながら1社より2社とするほうが事務手続きは煩雑化し、単純に2倍の経理事務作業量が必要となることになる。また会計事務所への顧問料や、法人住民税のいわゆる均等割の額についても単純に2倍となる。

### 労働法と子会社
ある会社Aの子会社Bの従業員は、原則として会社Aとは労使の関係にはない。しかし2007年6月25日、宮城県労働委員会は、親会社に対し、親会社の経営方針により解散した子会社の従業員で組織する労働組合との団体交渉に応じるよう命じた。親会社が子会社を全面的に支配し、子会社が親会社の意思決定に反することができない構造であり、実質的な影響力などを行使していた場合には、直接の雇用関係のない親会社に使用者性と雇用責任が認められるという判断であった。

## 欧米の会社制度における子会社

### イギリス
イギリスでは子会社の事業や資産の譲渡について親会社株主の承認を要するかどうかという議論は見られないが、これはロンドン証券取引所に上場する企業はFSAの上場規則の規律に服する必要があるためである。ただし、FSAの上場規則では子会社（subsidiary）という用語は用いられておらず子企業（subsidiary undertaking）という用語が用いられている。

### アメリカ
アメリカでは子会社の資産の処分について、模範事業会社法と同じく州会社法で親会社株主の承認を要求している州（アイオワ州、デラウェア州、ニュージャージー州、ミシガン州、メーン州など）と、州会社法で親会社株主の承認を要求していない州（カリフォルニア州、ニューヨーク州、フロリダ州など）がある。
ただし、ニュージャージー事業会社法のように親会社株主の承認を要求している州でも定款の定めを置くことで親会社株主総会での承認を不要とすることを認める場合もある。また、模範事業会社法とは異なり州会社法で親会社株主の承認を要求しない州でも、関連する制定法の法解釈により資産譲渡について親会社株主総会が必要とされる場合もある。
なお、アメリカでは子会社の一定の重要事項について、親会社の株主総会が承認するのではなく、親会社の株主が直接に子会社の株主総会で議決権を行使するパス・スルーの制度が検討されているが企業結合に関する体系的な規整がアメリカ国内にはなく具体化されていない。